# خیرآباد (شوش)
خیرآباد (شوش)، روستایی از توابع بخش مرکزی شهرستان شوش در استان خوزستان ایران است.

## جمعیت
این روستا در دهستان بن معلی قرار دارد و براساس سرشماری مرکز آمار ایران در سال ۱۳۸۵، جمعیت آن ۷۷ نفر (۱۱خانوار) بوده‌است.